# Teatro-Cine Perelló
El Teatro-Cine Perelló es un cine modernista situado en la calle General Polavieja, Ensanche Modernista de la ciudad española de Melilla, y que forma parte del Conjunto Histórico Artístico de la Ciudad de Melilla, un Bien de Interés Cultural.

## Historia
Fue diseñado en 1926 (15 de noviembre) para ser el Garaje Alfonso XIII, según diseño de Luis García Alix, modificado el 3 de junio de 1927 para elevar su cubierta pero Manuel Perelló López lo cambió y fue inaugurado el 29 de enero de 1932, con una función a beneficio de la Tropa de los Exploradores de España en Melilla, con el cuadro artístico de Peregrín,   la zarzuela El cabo primero.
En el 2018 fue el cine más barato de España.

## Descripción
Está construido con paredes de mampostería de piedra local y ladrillo macizo, bovedillas del mismo ladrillo para los techos y vigas de hierro para la cubierta a dos aguas.

### Exterior
Su fachada principal cuenta en la planta baja con cinco puertas, la central más ancha, y ménsulas que dan paso a una balconada con una bella rejería sobre las que se sitúan óculos, redondos los dos de los extremos y ovalados los tres centrales, que dan paso al frontón triangular.

### Interior
Cuenta con un sótano, con acceso independiente desde la calle Álvaro de Bazán, que sirve de almacén y en su planta baja, con acceso desde la calle General Polavieja, cuyas puertas dan a un vestíbulo, que conduce un foyer de dos plantas desde el que se accede a una sala de cine con un anfiteatro, y que cuenta con un escenario y unas salas en la parte trasera, lo que le permite realizar representaciones teatrales.